# Case galleggianti del Kashmir

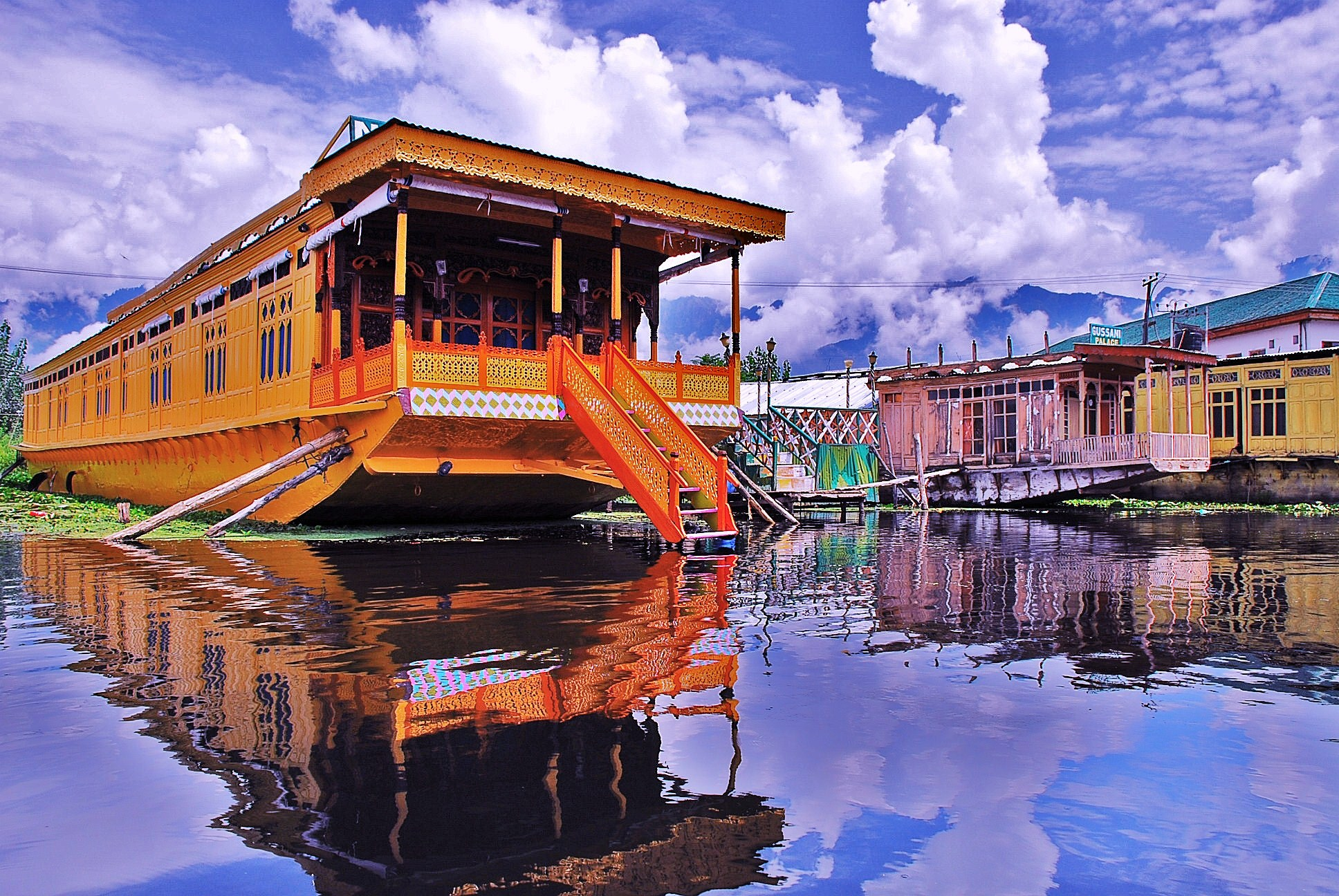
Casa galleggiante del Kashmir

La casa galleggiante del Kashmir (in lingua inglese houseboat) è un'architettura tipica della zona del Kashmir. Sono state considerate per secoli parte della cultura locale e un certo numero di abitanti continua a vivere, spesso molto modestamente, in piccoli prototipi dei doonga del passato.

## Storia
Le case galleggianti furono la risposta britannica a un editto del governatore Dogra secondo cui nessuno straniero poteva possedere beni immobili in Kashmir. Costruite in legno di cedro stagionato, le prime houseboat erano piccole e molto mobili: con esse si poteva sfuggire al caldo dell'estate di Srinagar facendosi trainare lungo il fiume sino al lago Wular, all'ombra degli alberi di chinar. La stagione venatoria iniziava in autunno e si protraeva per tutto l'inverno, quando si apriva la caccia all'anatra nei canneti dei laghi di Wular e Manasbal. Le houseboat attraccavano anche a Shadipur e più in basso lungo il fiume, sino a Bandipur, da cui ci si poteva inoltrare nelle foreste montane per la caccia all'orso.
Le moderne houseboat sono troppo grandi per consentire tale facilità di movimento. Sono visibili lungo le sponde dei laghi di Dal e Nagin, ormeggiate in una lunga linea irregolare, d'aspetto variabile tra il sontuoso e il malconcio, sebbene la forma di base sia la stessa. Una veranda sporge a poppa sopra l'ampia chiglia squadrata e conduce in un soggiorno impreziosito con pezzi d'arredamento in legno di noce intarsiato e tappeti pregiati. Andando oltre si trova la sala da pranzo e, ancora più avanti, un corridoio che conduce alle camere da letto. Ad una certa distanza c'è la barca del cuoco, fonte di tutti i pasti. Le case galleggianti del Kashmir più lussuose, veri e propri hotel sull'acqua, sono una meta ricercata per molti appartenenti al jet set internazionale.